# Rue Robert-Houdin
La rue Robert-Houdin est une voie du 11e arrondissement de Paris, en France.

## Situation et accès
La rue Robert-Houdin est une voie publique située dans le 11e arrondissement de Paris. Elle débute au 29, rue de l'Orillon et se termine au 102, rue du Faubourg-du-Temple.

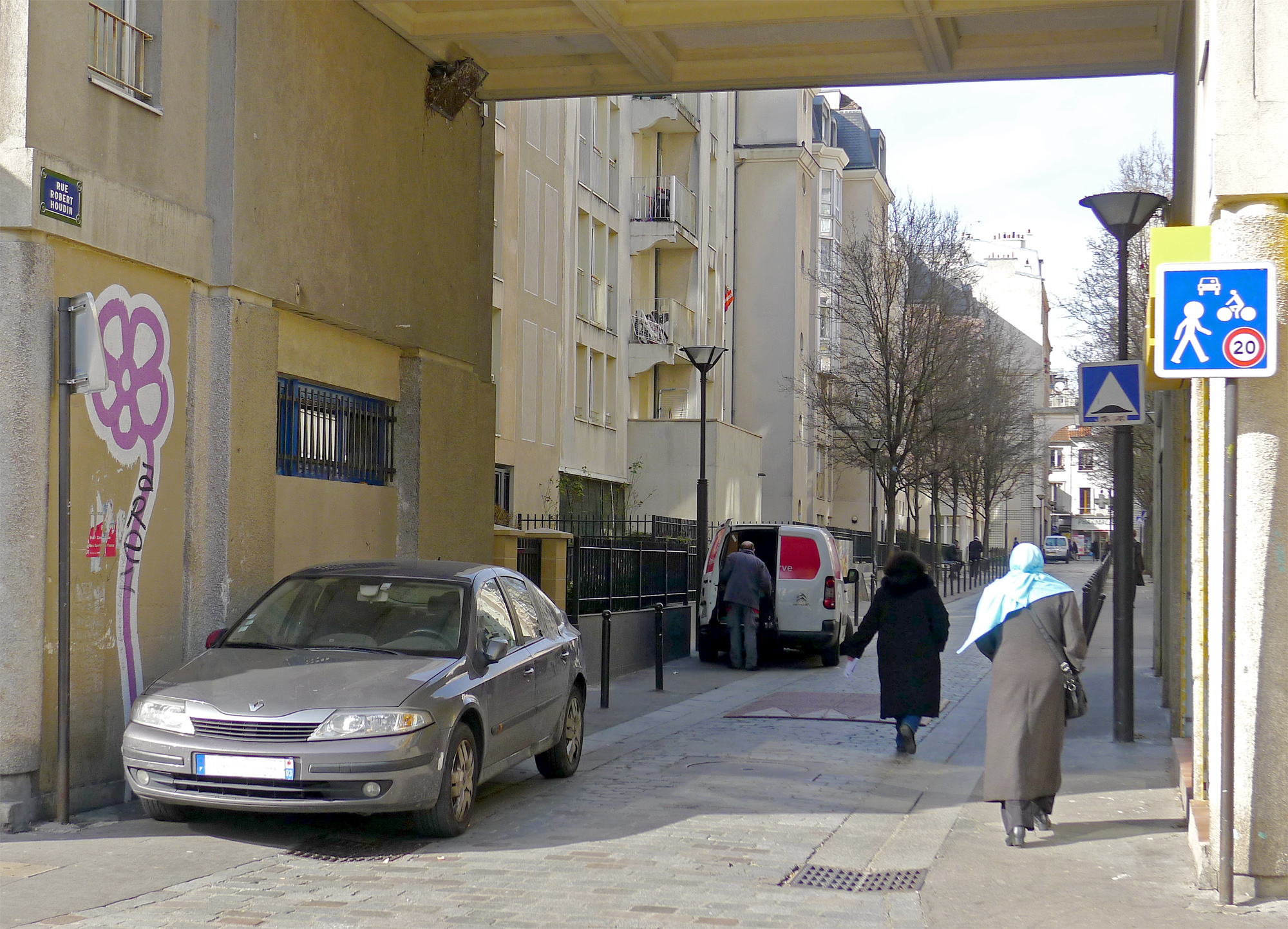
Rue Robert-Houdin vue depuis la rue de l'Orillon.

## Origine du nom
Cette rue porte le nom de Jean-Eugène Robert-Houdin (1805-1871), l'un des plus grands illusionnistes et prestidigitateurs de tous les temps, à l'origine de presque tous les « grands trucs » de la magie actuelle ; c'était aussi un grand constructeur d'automates.

## Historique
Ouverte en 1829 sous le nom de « passage Philibert », elle prend les noms de « passage Bouchardy », puis de « passage de l'Isly » avant de prendre sa dénomination actuelle en 1938.